# Mission No. X
Mission No. X (рус. Миссия № 10) — десятый студийный альбом группы U.D.O., вышедший в 2005 году.
Работа над Mission No. X шла с декабря 2004 по весну 2005 года, несмотря на слухи о воссоединении Accept, с которым Удо Диркшнайдер совершил небольшое турне. Альбом записывался с новым барабанщиком Франческо Джовино, поскольку Лоренцо Милани был вынужден прекратить карьеру в связи со смертью сестры и необходимостью воспитания её детей.
По мнению Диркшнайдера «70 % лирики этого альбома рассказывает о нашей музыке. Чем мы занимаемся, какой жизнью мы живем. Песня „Way of Life“ идеальный пример рассказа о нашей жизни и о нашем стиле жизни.». В основном на диске типичная рок-н-ролльная тематика: «24/7» о людях, которые пашут круглыми сутками, семь дней в неделю, «Mission Number X» песня об амбициях участников группы и их музыке, «Mad for Crazy» и «Shellshock Fever» «в основном о нас самих, безумных ребятах». «Cry Soldier Cry» — это антивоенная песня. На альбом вошла новая версия песни «Way of Life» с альбома No Limits, поскольку Диркшнайдер по прошествии времени посчитал песню, как и весь альбом No Limits излишне отлакированным.
В 2006 году группа отправилась в мировое турне.
Альбом реализовывался AFM Records на компакт-диске (CD: AFM 095-2) и в ограниченном выпуске (AFM 095-9), достиг 72 места в чартах Германии. К альбому 27 июня 2005 года был выпущен сингл «24/7» (Mean Streets (сингл-версия)/Number For A Number/Scream Killers, Hardcore Lover CD: AFM 095-5), который впервые за всю историю как U.D.O., так и Accept, попал в национальные чарты. На композицию Mean Streets был снят видеоклип.
В 2007 году был выпущен макси-сингл «The Wrong Side Of Midnight», в который вошла полностью русскоязычная версия песни «Cry Soldier Cry».

## Список композиций
Все песни написаны Удо Диркшнайдером и Штефан Кауфманном кроме одной написанной Игорем Джианолой
| №   | Название                                 | Перевод названия                              | Длительность |
| --- | ---------------------------------------- | --------------------------------------------- | ------------ |
| 1.  | «The Embarkation»                        | «Погрузка»                                    | 1:30         |
| 2.  | «Mission No.X»                           | «Миссия № 10»                                 | 4:07         |
| 3.  | «24/7»                                   | «24/7»                                        | 3:57         |
| 4.  | «Mean Streets»                           | «Подлые улицы»                                | 4:21         |
| 5.  | «Primecrime on Primetime»                | «Высококачественное преступление в праймтайм» | 3:56         |
| 6.  | «Eye of the Eagle»                       | «Глаз орла»                                   | 5:08         |
| 7.  | «Shell Shock Fever»                      | «Посттравматический страх»                    | 3:53         |
| 8.  | «Stone Hard»                             | «Твёрдый камушек»                             | 4:21         |
| 9.  | «Breaking Down the Borders»              | «Ломая границы»                               | 3:19         |
| 10. | «Cry Soldier Cry»                        | «Плачь, солдат, плачь»                        | 5:16         |
| 11. | «Rebellion (только на японском издании)» | «Восстание»                                   | 4:19         |
| 12. | «Way of Life»                            | «Жизненный путь»                              | 3:39         |
| 13. | «Mad for Crazy»                          | «Жадный до безумия»                           | 3:47         |

## Участники записи
- Удо Диркшнайдер — вокал
- Штефан Кауфманн — гитара
- Игор Джианола — гитара
- Фитти Винхольд — бас-гитара
- Франческо Джовино — ударные

Приглашённый музыкант: Матиас Дит (гитара на «Way of Life», а также на выпущенной на сингле «Hardcore Lover»)